# Nami Inamori
Nami Inamori (稲森 奈見, Inamori Nami), née le 15 octobre 1993, est une judokate japonaise concourant dans la catégorie des plus de 78 kg. Elle est détentrice de trois médailles continentales, une d'argent aux Jeux asiatiques lors de l'édition de 2014, une d'or et une de bronze aux  championnats d'Asie, respectivement en 2017 et en 2015.

## Palmarès

### Compétitions internationales
| Année | Compétition         | Lieu      | Résultat | Catégorie     |
| ----- | ------------------- | --------- | -------- | ------------- |
| 2014  | Jeux asiatiques     | Incheon   | 2e       | plus de 78 kg |
| 2015  | Championnats d'Asie | Koweït    | 3e       | plus de 78 kg |
| 2017  | Championnats d'Asie | Hong Kong | 1re      | plus de 78 kg |

Outre ses médailles individuelles, elle obtient des médailles dans des compétitions par équipes.
| Année | Compétition     | Lieu    | Résultat |
| ----- | --------------- | ------- | -------- |
| 2014  | Jeux asiatiques | Incheon | 1re      |

### Tournois Grand Chelem et Grand Prix
| Année | Compétition        | Lieu    | Résultat | Catégorie     |
| ----- | ------------------ | ------- | -------- | ------------- |
| 2014  | Grand Prix Qingdao | Qingdao | 3e       | plus de 78 kg |
| 2014  | Grand Slam Tokyo   | Tokyo   | 1re      | plus de 78 kg |
| 2015  | Grand Slam Tyumen  | Tioumen | 2e       | plus de 78 kg |
| 2015  | Grand Slam Tokyo   | Tokyo   | 1re      | plus de 78 kg |
| 2016  | Grand Slam Tyumen  | Tyumen  | 1re      | plus de 78 kg |
| 2017  | Tournoi de Zagreb  | Zagreb  | 3e       | plus de 78 kg |
| 2018  | Grand Slam Osaka   | Osaka   | 3e       | plus de 78 kg |